# Levínská Olešnice

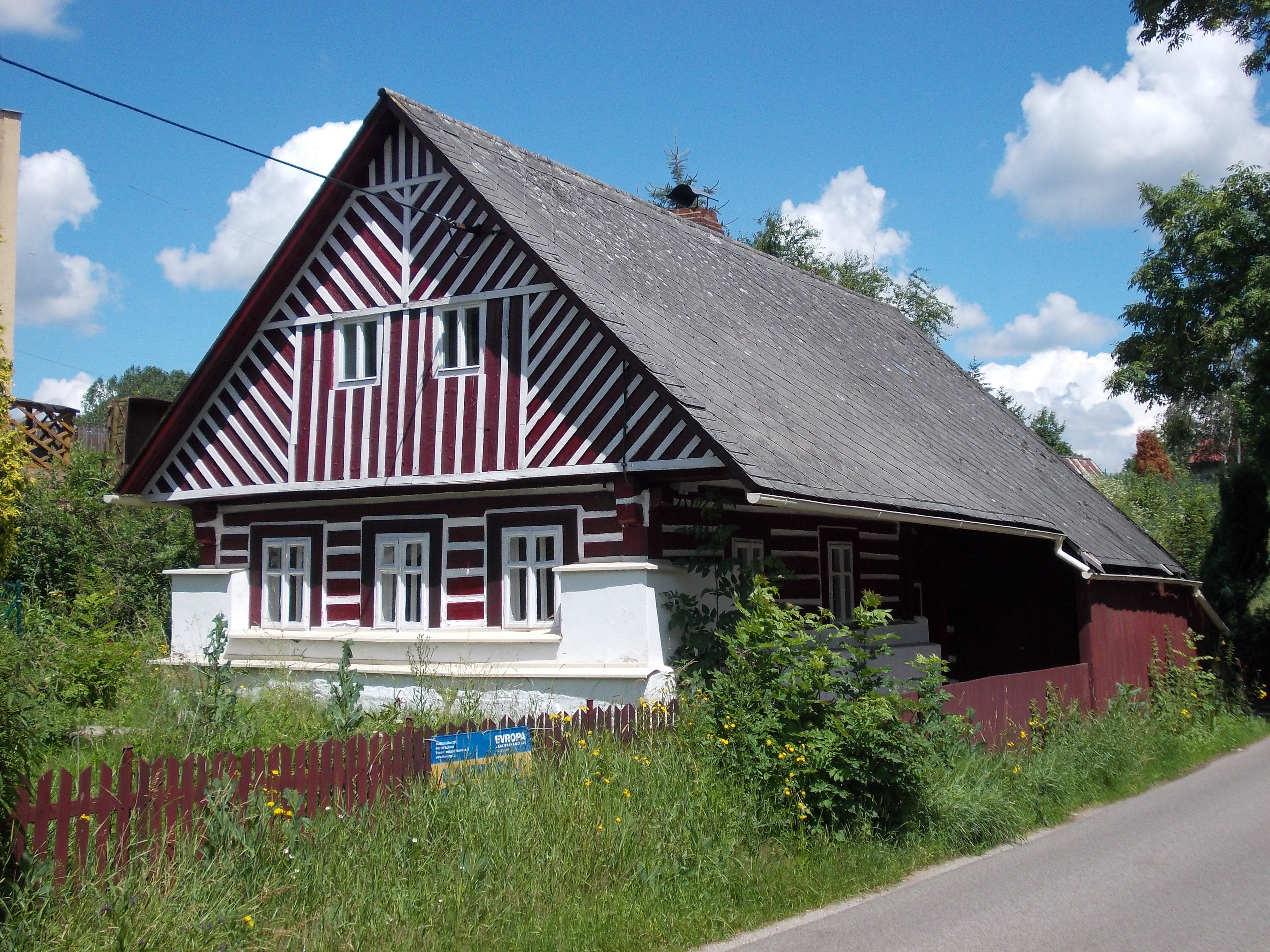
Haus nr. 54

Levínská Olešnice (deutsch: Lewiner Oels) ist eine Gemeinde im Okres Semily, Liberecký kraj in Tschechien.

## Geschichte
Der Ort wurde 1384 erstmals urkundlich erwähnt.

## Gemeindegliederung
Die Gemeinde Levínská Olešnice besteht aus den Ortsteilen Levínská Olešnice (Lewiner Oels) und  Žďár (Schdiar), die zugleich auch Katastralbezirke bilden. Zu Žďár gehört außerdem die Ansiedlung Ždírec (Schdiretz).

## Persönlichkeiten
- Bohuslav Dvořák (1867–1951), tschechischer Maler, starb hier.